# Heroes of Dragon Age
Heroes of Dragon Age — фриміум тактична рольова мобільна гра, розроблена Capital Games під видавництвом Electronic Arts. Це спіноф франшизи Dragon Age і колекційна карткова гра, заснована на персонажах та ігровому лорі серії. Протягом жовтня 2013 року гру запустили у скороченому списку країн на системі Android, а повноцінним випуском стало 5 грудня 2013 року для платформ Android та iOS. 
23 листопада 2022 року EA припинили підтримку Heroes of Dragon Age, а 24 січня 2023 року гру офіційно закрили і вилучили з торгових майданчиків Android та iOS.

## Загальна інформація
На відміну від інших спінофів франшизи Dragon Age, Heroes of Dragon Age не розширює ігровий лор, замість цього гра зосереджується на альтернативних сценаріях, які б мали місце, якби ключові моменти з різних сюжетних вузлів серії відбувалися «не по канону». Ці альтернативні сюжетні елементи служать фоном для 16 доступних квестів на базі лору франшизи: П'ятий Мор, падіння стародавньої ельфійської столиці Арлатан, тощо. Кожен квест — це окрема карта, яка дозволяє гравцям заново відчути ключові моменти з основних відеоігор, романів і статей кодексу Dragon Age.
Heroes of Dragon Age дозволяє гравцю колекціонувати 3D-фігурки персонажів, які тут називаються «героями», формувати з них команду та битися з ворогами, керованими іншими гравцями або ШІ. Роберт Перчез з Eurogamer зауважив, що персонажі, представлені в Heroes of Dragon Age, «зібрані з усіх куточків серії Dragon Age: добра, зла, минулого, сьогодення — навіть книги та комікси надихають розробників», серед яких є численні улюбленці фанатів і горезвісні лиходії серії. В ігрову колекцію входять як звичайні персонажі, такі як солдати та бандити, так і унікальні герої, такі як Алістер і Морріган, кожен зі своїми особливостями, які гравці повинні враховувати. Підтримуючи гру після запуску, розробники збільшили кількість колекційних персонажів із Dragon Age: Inquisition, яка була випущена в листопаді 2014 року, а також інших медіа випущених після цього.

## Ігровий процес

Ігровий інтерфейс під час бою: команда гравця відображається ліворуч, герої належать до відповідних фракцій, що позначається кольором плиток, на яких вони стоять

Heroes of Dragon Age — тактична рольова мобільна гра, де битви розгортаються автоматично, а результат залежить від вибору персонажів у групі з п’яти осіб, їхніх здібностей, спорядження і формації на полі бою. У кожного персонажа є фракція, яка відображається кольоровою плиткою, на якій він стоїть, при виконанні відповідних умов формації, персонажі отримують деякі переваги. Гравці також можуть налаштувати певні вміння персонажів на основі їх розташування в команді гравця: персонажі, розміщені на задньому ряду, отримують покращений шанс критичного удару, тоді як персонажі в передньому ряду отримують додаткові очки здоров’я. П'ятий слот для персонажа зарезервований для великих одиниць, таких як ведмеді, гігантські павуки або сільвани. Коли команда гравця складається з персонажів однієї фракції, починає діяти фракційний бонус, який розраховується з відсотків урону кожного окремого персонажа складених разом. Гравці можуть стврити шаблони кількох команд, оптимізованих для знищення певних типів супротивників.
Персонажі гравця розподіляються на різні класи і можуть підвищуватити свій рівень, накопичуючи очки досвіду, зароблені в бою, подібно до традиційної рольової відеоігри. Гравці можуть об’єднувати ідентичних героїв зі своєї колекції, тим самим підвищуючи їх максимальний рівень. Під час бою команда гравця відображається ліворуч, тоді як команда суперника шикується праворуч. Після початку бою окремі герої обох команд обмінюються атаками, їхні ходи та дії визначаються індивідуальними показниками та позиціями у команді, доки повністю не буде знищено одну з команд. Персонажі з високим рівнем ініціативи діють швидко і першими завдадуть удару, тоді як повільніші персонажі атакуватимуть із нижчим пріоритетом, але завдадуть більше шкоди за удар. Гравці можуть використовувати руни, які є одноразовими бонусами з обмеженим часом, щоб збільшити свої шанси на успіх. Руни надають цілий ряд переваг, наприклад, покращують загальну силу атаки групи, допомагають гравцям швидше накопичувати очки досвіду та внутрішньоігрову валюту або програмують окремих героїв зосереджувати свої атаки на найшвидших, найслабших або найпотужніших бійців супротивника. Гравці також можуть брати участь у PvP режимі, нагороди в якому залежать від процентного співвідношення успіху гравця під час всього ігрового сезону.

## Розробка
EA анонсували Heroes of Dragon Age для мобільних платформ у серпні 2013 року. Продюсер проєкту Тім Лендер розповів в інтерв’ю Eurogamer, що він очолював команду з 30 осіб в EA Capital Games, і разом вони витратили близько року на розробку гри до запуску. Він описав фриміум модель гри як «час проти грошей», зазначивши, що гроші лише прискорюють час, необхідний гравцям для отримання будь-яких переваг, і що гравцям не потрібно вкладати гроші, якщо вони готові інвестувати свій час у гру. Виконавчий продюсер Джеферсон Валадарес сказав, що студія хоче створити доступну тактичну рольову гру, яка «в повній мірі використовує переваги крутих персонажів і локацій всесвіту Dragon Age». І Лендер, і Валадарес наполягали на тому, що в грі нічого не закрито за платним доступом і що весь ігровий контент доступний всім без виключення. Зокрема Валадарес пояснив, що справедливість дуже важлива для розробників і що «гравці, які витрачають гроші, можуть лише збільшити свої шанси отримати рідкісних персонажів».
У грі немає жодного оригінального сюжетного контенту чи сюжетної прив’язки до Inquisition, оскільки EA Capital Games вважали, що такий контент краще залишити оригінальним творцям серії, BioWare. Лендер не виключив додавання будь-якого оригінального сюжетного контенту для гри в майбутньому, зазначивши, що розробникам потрібно буде тісно співпрацювати з BioWare у цьому аспекті, і що будь-який контент такого характеру повинен «мати сенс», і стверджував, що У EA Capital Games працюють менеджери спільноти, які активно взаємодіють із спільнотою гравців і чують їхньої думки і побажання щодо рішень для покращення ігрового процесу. Ландер пояснив, що розробники мають намір продовжувати підтримувати проєкт, додаючи нових персонажів, нові функції та підтримку протягом кількох років, і він був упевнений, що Heroes of Dragon Age — це окрема гра, в яку, на його думку, гравці можуть грати роками.

## Оцінки і відгуки
| Агрегатор  | Оцінка |
| ---------- | ------ |
| Metacritic | 59/100 |

| Видання   | Оцінка |
| --------- | ------ |
| Eurogamer | 5/10   |
| IGN       | 7.8/10 |
| MacLife   | 7/10   |

Heroes of Dragon Age отримала неоднозначну реакцію критиків, утримуючи рейтинг 59/100 на Metacritic на основі 9 рецензій.
Ден Вайтхед з Eurogamer пояснив, що, незважаючи на те, що різні механіки гри вказують на те, що Heroes of Dragon Age зосереджена  на глибині та стратегії, це твердження «є дійсним лише до певної міри», зазначивши, що важко залишатися залученим у гру, коли ти не маєшь реального впливу на визначення тактики на полі бою, і доводиться залишати бій напризволяще. Вайтхед вважав, що «потрібно було б ще кілька обертів гвинта мікротранзакцій, щоб це стало нестерпним», і що «розуміння того, чого гравці хочуть і потребують (часто це дві різні речі), може сприяти більшому комерційному успіху». Тим не менш, він зауважив, що «дещо незручна золота середина», із прикладом ігор подібних до Heroes of Dragon Age, представляє «величезний прогрес для амбіцій EA у сфері фриміум проєктів», порівнявши її з розкритикованою Dungeon Keeper Mobile, і сказав, що Heroes все ж не доводить мікротранзакції до подібного екстриму. Він висловив думку, що якби розробники «трішки більше вірили в здатність гравця впоратися з більш глибокою стратегією», Heroes виявилася б «справді хорошою грою».
Скотт Ніколс з Digital Spy звернув увагу на те, що гра зосереджена «на колекціонуванні персонажів», і дійшов висновку, що Heroes of Dragon Age справді сподобається лише відданим шанувальникам серії. Він зауважив, що «колекціонування та підвищення рівня ваших фігурок може викликати звикання», але порадив, що шанувальники серіалу «перш ніж грати, повинні визначати свої очікування відповідним чином, тому що до наступної повноцінної гри в серії ще довго чекати». Лейф Джонсон з MacLife сказав, що Heroes — це «загалом розважальна пригода у Тедасі», а її кампанії повні додаткової інформації про історію світу. Він похвалив візуальні ефекти та музику за створення автентичної атмосфери, стрімкі битви, у яких ігрова механіка додає глибині стратегії. Він критикував відсутність бойової взаємодії та надмірно занижену планку витривалості.
Кенн Леандре з IGN дав позитивну рецензію з оцінкою 7,8 з 10. Він сказав, що гра «відбиває всі потрібні ноти, не тільки залучаючи гравців до гри в неї знову і знову», але й успішно «презентуючи вражаючі глибини з точки зору стратегії, стилю гри та дизайну персонажів». Леандре похвалив Heroes за якісні візуальні ефекти, захоплюючу бойову механіку, велику різноманітність персонажів, доступних для гравців на початку гри, і механіку додаткового контенту і навпаки, розкритикував повторювані битви та відсутність можливості торгівлі.